# Kis vízibolha
A kis vízibolha (Daphnia pulex) a levéllábú rákok (Branchiopoda) osztályának Diplostraca rendjébe, ezen belül a Daphniidae családjába tartozó faj és modellszervezet.
Az első rákfaj, amelynél elvégezték a genomszekvenálást. A kis vízibolhának 31 000 génje van.

## Előfordulása
A kis vízibolha kozmopolita élőlény és az elterjedési területén mindenütt gyakori. Széles körben elterjedt az amerikai szuperkontinensen, Európában és Ausztráliában.

## Megjelenése
A Daphnia ráknem legismertebb képviselője. A nőstény 3-4 milliméter, a hím 1,5 milliméter hosszú. Az állat törzsét két félből álló áttetsző héj burkolja, melyből csak a feje nyúlik ki, és lefelé egy tüskében folytatódik.

## Életmódja
A kis vízibolha kisebb állóvizek és tavak lakója. A mikroalgát a vízibolhák nagy mennyiségben fogyasztják, eme rákok egyedszáma gyakran erősen függ a lebegő algák sűrűségétől.

## Szaporodása
A kis vízibolhánál az egyivaros (parthenogenetikus) és a kétivaros szaporodás szabályosan váltakozik. Az első esetben kialakult peték az állat hátán levő költőüregben fejlődnek kész vízibolhákká. A kétivaros szaporodáskor különleges tartós peték képződnek, melyek a költőüregben kialakuló költőtasakokban helyezkednek el. Ezek szabadba kerülnek, a víz felszínén sodródnak, és át is telelnek.

## Hasznosítása
A kis vízibolha remek táplálék kis méretű halaknak; például: szivárványos guppi (Poecilia reticulata) vagy nagyobb méretű halak ivadékainak.